# Erodium reichardii
Erodium reichardii là một loài thực vật có hoa trong họ Mỏ hạc. Loài này được (Murray) DC. mô tả khoa học đầu tiên năm 1824.

## Hình ảnh

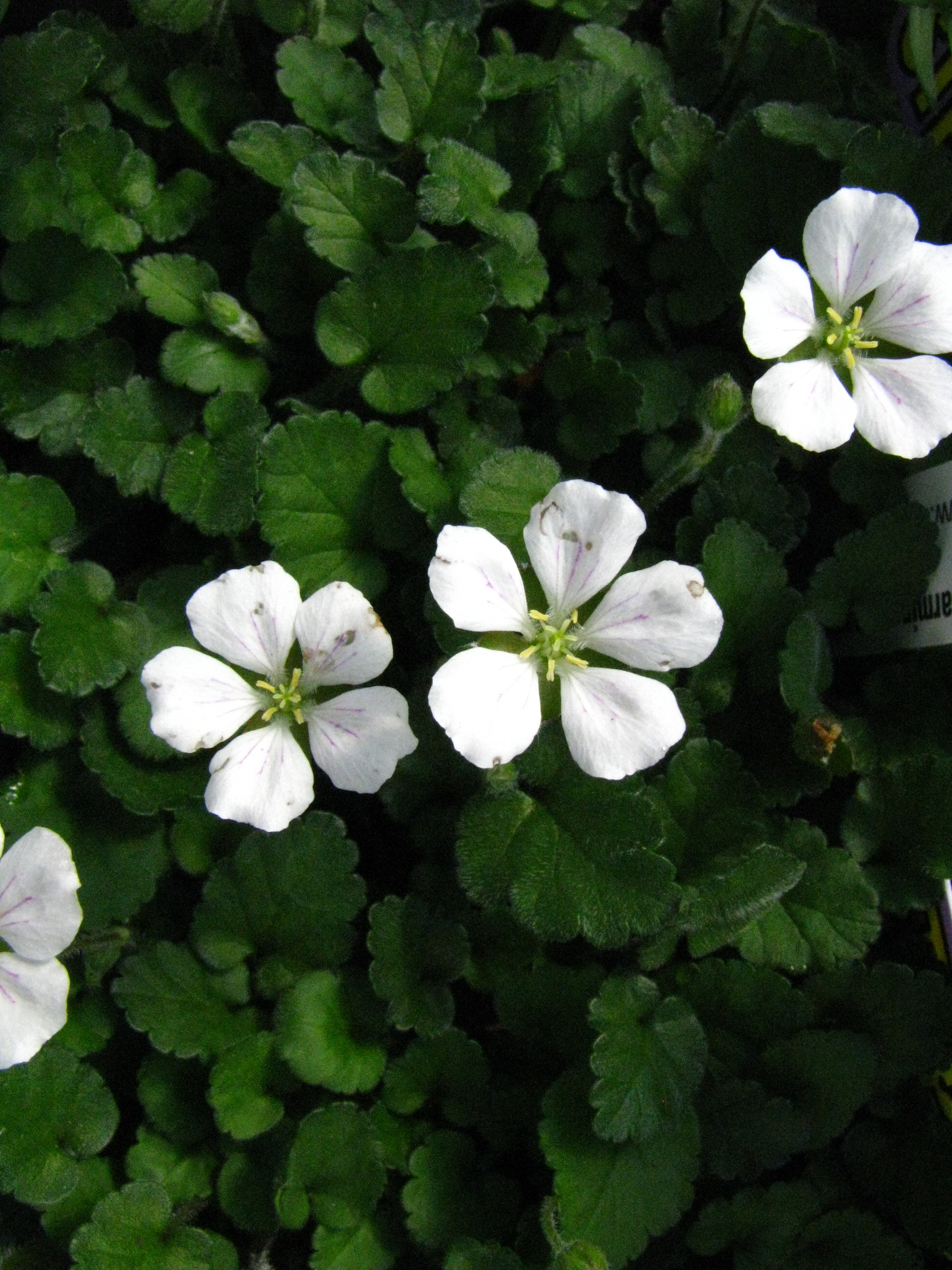
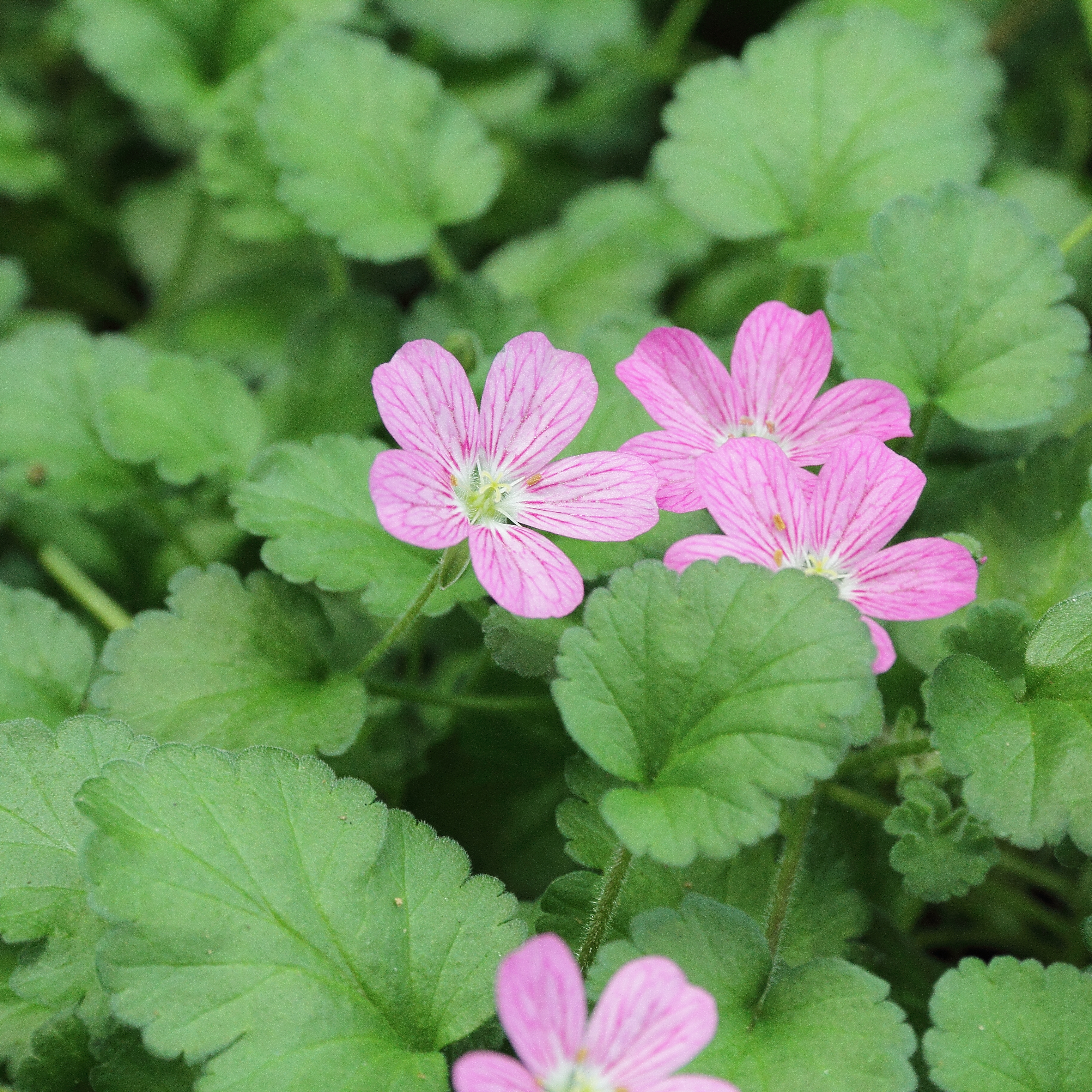
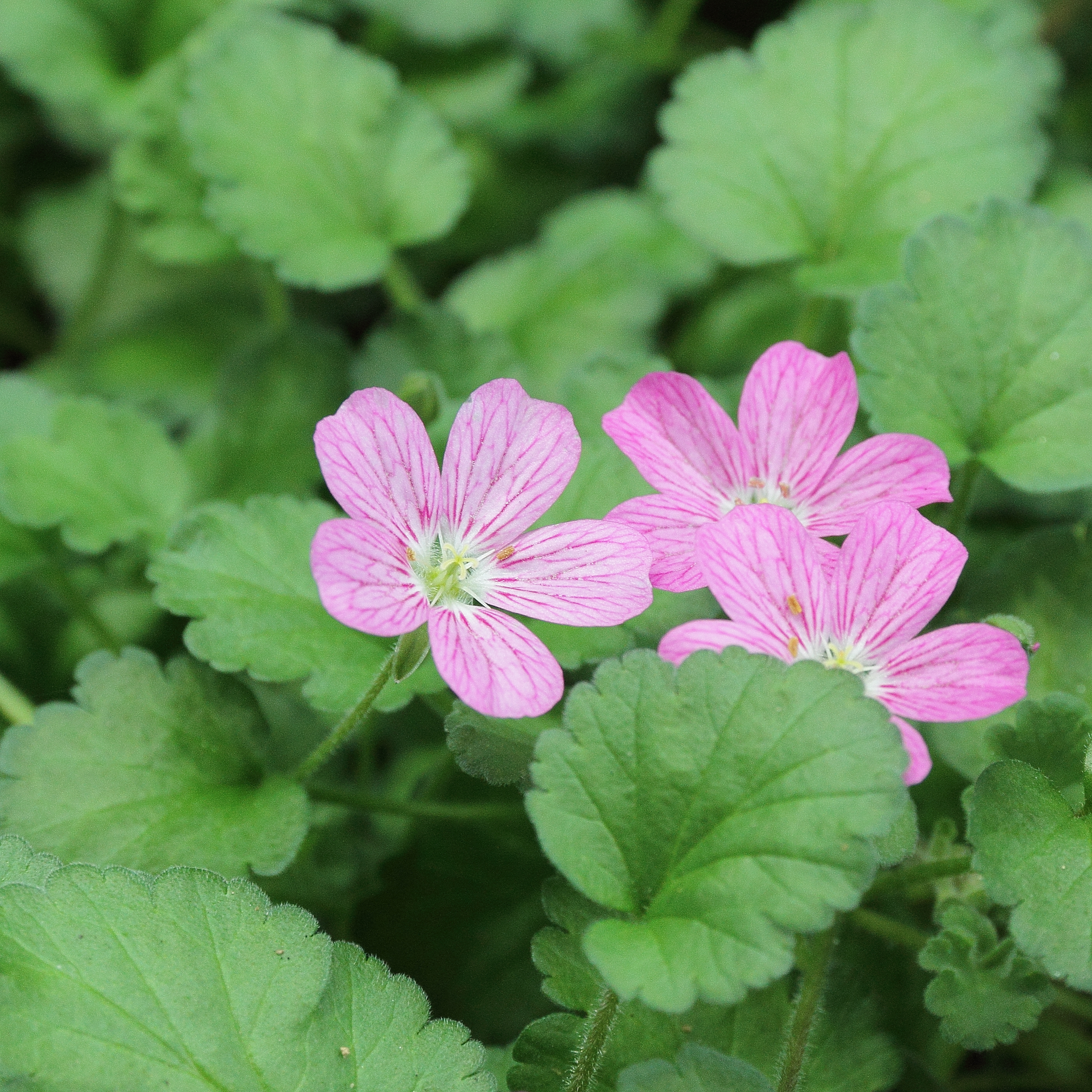
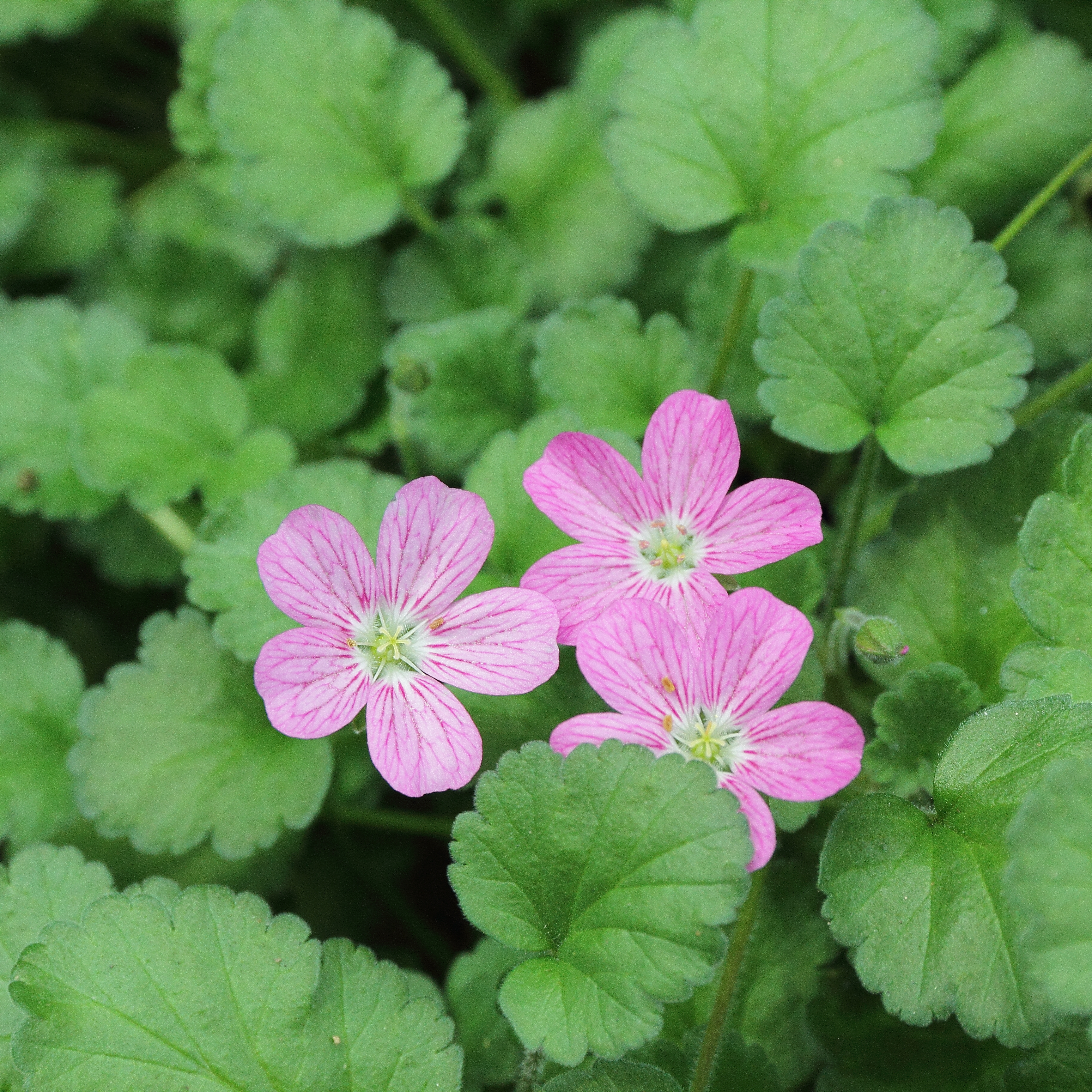